# Asperula brevifolia
Asperula brevifolia là một loài thực vật có hoa trong họ Thiến thảo. Loài này được Vent. mô tả khoa học đầu tiên năm 1802.